# 光位置センサ
光位置センサ（ひかりいちセンサ、Position Sensitive Detector、PSD）は、光のスポットの光量の「重心」の位置を求めることのできるセンサである。レーザーポインターと組合せて、三角測量方式の変位センサなどに利用される。
光量に応じた電圧を発生する材料を一様に塗布した一定の面積をもったセンサに光のスポットがあたると、光量に応じた電圧が発生する。スポットの位置から離れた点の電位は、膜材質の抵抗によりそれぞれ低下するので、センサの両端に発生する電圧の比から、光スポットのセンサ位置を求めることができる。
アナログ電圧の演算から位置を求めるので、分解能は理論的には無限小である。
実用的には、光スポット以外の外乱光が誤差要因となり、例えば測定対象の色の違いで測定値が変動する。